# Apgar score
Apgar-score er en skala til at bestemme et barns tilstand umiddelbart efter fødslen. Metoden blev introduceret i 1952 af Virginia Apgar og er stadig i brug. Apgar-scoren findes ved at evaluere barnets tilstand på fem områder. Hvert område giver en score fra 0 til 2. De fem områder er
- Hudfarve
- Vejrtrækning
- Muskelspænding
- Puls (i minuttet)
- Reflekser

En score på 3 og derunder betyder kritisk tilstand, mens 7 og derover er normen. Barnet testes første gang 1 minut efter fødslen og 5 minutter senere. Barnet kan have en lav score efter 1 minut og nå den normale tilstand efter 5 minutter. Man kan tage flere test med 5 minutter imellem.